# Ekhart Hahn
Ekhart Hahn (* 14. Juli 1942 in Stettin) ist ein deutscher Architekt, Stadtökologe und Hochschullehrer. Er ist vor allem bekannt durch seine Forschung auf dem Gebiet der Siedlungsökologie und ist einer der Pioniere des Ökologischen Städtebaus und Stadtumbaus.

## Biografie
Ekhart Hahn studierte Architektur und Stadtplanung von 1962 bis 1969 an der Technischen Universität Berlin.
Von 1975 bis 1991 war er Projektleiter diverser Forschungsprojekte zum Thema Stadt- und Siedlungsökologie am Wissenschaftszentrum Berlin (WZB). Ein Schwerpunkt seiner Forschung war Ostasien, wo er mehrere Forschungsreisen durchführte.
Parallel dazu wirkte Ekhart Hahn seit 1983 als Gründungsmitglied und Geschäftsführer der „Arbeitsgemeinschaft ökologischer Stadtumbau, Berlin“ (1983–1990, seit 1991 „Öko-Stadt – Gesellschaft für Ökologischen Städtebau und Stadtforschung“) und realisierte Konzepte und Modellprojekte in Berlin, Dresden und Leipzig.

## Forschung
Beeinflusst von der 1972 erschienenen Zukunftsstudie „die Grenzen des Wachstums“ prägte Hahn 1979 den Begriff und das Forschungsfeld der Siedlungsökologie. Sein Hauptwerk, die „Theorie und Handlungskonzeption Ökologischer Stadtumbau“, veröffentlicht 1993, beschäftigt sich damit, wie städtische Strukturen und künftige Stadtentwicklungsstrategien an die Erfordernisse ökologischer Verträglichkeit auf industriegesellschaftlichem Niveau angepasst werden können. Ausgangspunkt hierfür ist, dass der moderne Städtebau in einer ökologischen Sackgasse stecke: Städte und Siedlungen des ausgehenden 20. Und beginnenden 21. Jahrhunderts sind nur mittels hoher Material- und Energieimporte einerseits und hoher Abfall- und Schadstoffexporte andererseits funktionsfähig. Die einsetzende, massive Urbanisierung, vor allem in Ostasien, Lateinamerika und Afrika, bisher beispiellos in der Geschichte, führe so unmittelbar in eine ökologische Katastrophe durch eine nicht verkraftbare Zunahme von Energie-, Material-, Wasser-, Boden- und Landschaftsverbrauch.
Die „Theorie und Handlungskonzeption Ökologischer Stadtumbau“ berücksichtigt sowohl technische als auch sozioökonomische und sozio-individuelle Lösungsansätze und Maßnahmen zur Bewältigung dieser Herausforderungen. Ansatzpunkt ist eine Betrachtung der Stadtquartiere, als eine für die betroffenen Menschen am ehesten mitgestaltbare und überschaubare Handlungsebene. Die Theorie beschreibt acht ökologische Orientierungen, ein Konzept für lokale Ökostationen, eine Strategie zur ökologischen Quartiersentwicklung und eine Arbeitshilfe zum Umgang mit sektoral ausgerichteten Fachplanungen und Verwaltungsressorts.

## Hochschullehre
Ekhart Hahn begann seine Tätigkeit in der Hochschullehre 1998 als Vertretungsprofessor an der Technischen Universität Dortmund, wo er 2002 Honorarprofessor für ökologische Stadt- und Raumplanung wurde. Seit 1999 lehrt er außerdem als Gastprofessor an der School of Technology and Science der University of Aalborg.
Seit 2000 beteiligt er sich an unterschiedlichen Seminar- und Vortragsveranstaltungen in japanischen Universitäten (Todai University, Hosei University, University of Kyoto, Kobe University, University of Chiba Prefecture).
Seit 2007 betreut er den Masterkurs Ökologisches Bauen und seit 2015 das Masterprogramm Architecture and Environment im WINGS-Fernstudium der Hochschule Wismar.

## Werke

### Eco City Wünsdorf
2015 initiierte Ekhart Hahn das Projekt Eco City International Campus Wünsdorf. Die Eco City ist die Vision einer nachhaltigen, CO2-neutralen Zukunfts- und Ausbildungsstadt, welche auf einem Teilgebiet der brachliegenden sowjetischen Militärgebiete in Wünsdorf, ca. 50 km südlich von Berlin entstehen soll. Ziel ist es, eine Ausbildungsstadt für bis zu 10.000 Auszubildende aus der EU und globalen Krisengebieten zu errichten. Die Auszubildenden werden in allen Themen zum Aufbau nachhaltiger Städte ausgebildet und sollen dazu befähigt werden, weltweit, insbesondere in kriegs- und klimazerstörten Krisenregionen neue Eco Cities zu initiieren. Das Projekt basiert auf Hahns „Theorie und Handlungskonzeption Ökologischer Stadtumbau“.
Seit 2017 wird die Projektidee von einem interdisziplinären Team an renommierten Landschaftsplanern, Architekten, Stadtökologen und weiteren Experten unterstützt, darunter Herbert Dreiseitl, Joachim Böttcher, Joachim Eble und Rolf Disch.
Seit 2018 erfährt das Projekt verstärkt öffentliche Aufmerksamkeit und wurde bereits in mehreren nationalen und internationalen Tageszeitungen und Zeitschriften veröffentlicht. Eine prominente Unterstützerin der Projektidee ist die deutsch-österreichische Schauspielerin Eva Mattes.

### Weitere
- Suzuka City, Nagoya (2015): As-One Community with urban Farming Park and ECO-Station
- Potsdamer Platz, Berlin (1991–1993): Erstes stadtökologisches Modellprojekt für einen Central-Business-District; Masterplan: Richard Rogers, London
- Block 6, Berlin (1983–1992): Erstes integriertes innerstädtisches Wasserkonzept
- Moritzplatz, Berlin (1986–1991): Erstes stadtökologisches Quartierskonzept, Theorieentwicklung und praktisches Modellprojekt